# A Princesa e o Sapo
The Princess and the Frog (bra/prt: A Princesa e o Sapo) é um filme animado pela Walt Disney Animation Studios baseado no conto O Príncipe Sapo. Este é o primeiro longa produzido com animação tradicional desde Home on the Range (2004). Dirigido por Ron Clements e John Musker,a música foi composta pelo vencedor do Oscar Randy Newman. A atriz vencedora do Tony Award Anika Noni Rose dubla a personagem principal, Tiana. O filme estreou nos cinemas em 11 de dezembro de 2009. O cantor Ne-Yo compôs a música que toca nos créditos do filme que chama "Never Knew I Needed".

## Elenco
| Personagem         | Original            | Brasil            | Portugal                                          |
| ------------------ | ------------------- | ----------------- | ------------------------------------------------- |
| Tiana              | Anika Noni Rose     | Kacau Gomes       | Ana Vieira (diálogos) Nayma Mingas (canções)      |
| Príncipe Naveen    | Bruno Campos        | Rodrigo Lombardi  | Paulo Vintém (diálogos) Angélico Vieira (canções) |
| Dr. Facilier       | Keith David         | Sérgio Fortuna    | Rui de Sá                                         |
| Louis              | Michael-Leon Wooley | Mauro Ramos       | Pedro Pereira                                     |
| Charlotte La Bouff | Jennifer Cody       | Iara Riça         | Mafalda Teixeira                                  |
| Ray                | Jim Cummings        | Márcio Simões     | Paulo Oom                                         |
| Lawrence           | Peter Bartlett      | Hércules Fernando | André Gago                                        |
| Mama Odie          | Jenifer Lewis       | Selma Lopes       | Natália Luísa                                     |
| Sr. La Bouff       | John Goodman        | Reinaldo Pimenta  | Fernando Luís                                     |
| Reggie             | Ritchie Montgomery  | Francisco José    | Carlos Freixo                                     |
| Eudora             | Oprah Winfrey       | Izabel Lira       | Luísa Salgueiro                                   |
| James              | Terrence Howard     | Duda Ribeiro      | Pedro Bargado                                     |
| Jovem Tiana        | Elizabeth Dampier   | Helena Palomanes  | Beatriz Figueira                                  |
| Jovem Charlotte    | Breanna Brooks      | Fernanda Ribeiro  | Francisca Borges                                  |

## Produção
A Disney anunciou, no lançamento de Home on the Range, que este seria o último longa feito com animação tradicional (2D), mas após a compra da Pixar em 2006, relatou-se que Ed Catmull e John Lasseter, novos líderes do departamento de animação, estavam interessados em continuar com animação 2D. John Musker e Ron Clements, diretores bem sucedidos que fizeram A Pequena Sereia, Aladdin e Hércules, iriam trabalhar no roteiro e direção. Um mês mais tarde na San Diego Comic-Con, o animador Eric Goldberg confirmou a notícia e mencionou que o compositor ganhador do Oscar Alan Menken estaria trabalhando na música.
O longa retorna ao estilo musical da Broadway e dos animados bem sucedidos clássicos da Walt, e ao renascimento musical da Disney dos anos 80 e 90. Wickham relatou que John Lasseter tinha pedido pessoalmente para John Musker e Ron Clements dirigir e escrever o roteiro, e deixou-os escolher qual tipo de animação eles queriam (2D ou CGI) para o animado.
Em 13 de novembro de 2006, revelou-se que Randy Newman, que foi responsável pelas músicas dos filmes da Pixar, seria também responsável pela música de The Princess and the Frog, em vez de Alan Menken e o letrista Glenn Slater. Esta decisão foi tomada por John Lasseter que não queria que o público sentisse que a Disney estava sendo repetiva, pois Alan Menken já estava trabalhando em Enchanted, outro filme com tema de conto de Fadas da companhia.
Em fevereiro de 2007, foi revelado que Jennifer Hudson e Anika Noni Rose eram as atrizes que estavam sendo consideradas ao papel da personagem principal, e que Alicia Keys, após ter feito seu teste, ligou para Dick Cook para dizer o quanto queria este papel. Foi revelado mais tarde que Tyra Banks também estava na disputa para o papel.

## Polêmica
Segundo um artigo escrito por Jim Hill, críticos com opiniões conservadoras começaram a reclamar sobre uma série de fatores: o nome da personagem principal, “Maddy”, soava muito como “Mammy” (modo com as escravas eram tratadas no sul estadunidense) e/ou “Addy” (que supostamente era um nome escravo); Maddy começa o filme trabalhando como empregada de Charlotte, uma rica, branca e mimada debutante do sul, o que alguns acharam que apresentava resquícios de escravidão. Não bastasse isso, o título original do filme, The Frog Princess (A Princesa Sapo), foi interpretado por alguns como um insulto à França, ou ao mínimo uma alfinetada na realeza francesa.
Com tais acusações, o departamento de publicidade do estúdio logo tratou de tentar dar um fim aos rumores de que o filme teria teor racista. O primeiro foi dizer que nenhuma das informações liberadas até o momento eram oficiais. Além disso, o nome da heroína foi mudado de Maddy para Princesa Tiana, e o nome do filme de The Frog Princess para The Princess and the Frog (A Princesa e o Sapo).